# Chiesa di Santa Maria (Croglio)
La chiesa di Santa Maria, nota anche con i nomi di chiesa della Madonna del Gatto o del Piano, è un edificio religioso sorto entro il XIII secolo a Tresa nella frazione di Croglio, ma successivamente modificato.

## Storia
La chiesa, seppure in forme molto ridotte, fu realizzata intorno al 1200, ma nel 1574 fu rasa al suolo e ricostruita. Nel 1739 l'edificio subì un importante ampliamento.